# Romanus van Subiaco
Romanus van Subiaco (? - ca. 550) was een benedictijnermonnik en de leerling van Benedictus van Nursia. Volgens de legende bracht hij gedurende drie jaar voedsel naar de grot waar Benedictus als kluizenaar verbleef. Romanus wordt vaak ten onrechte verward met Romanus van Druyes-les-Belles-Fontaine, een abt nabij Auxerre.
Romanus van Subiaco wordt meestal voorgesteld als een jongeman met een benedictijnerhabijt aan. In zijn handen heeft hij een mand met brood. Aan de mand hangt een touw waarmee hij het voedsel in de kluis van Benedictus liet zakken. Meestal heeft hij een bel bij zich, of hij hangt aan het touw. Volgens de legende sneed de duivel de bel los toen hij erachter kwam dat Benedictus zo van voedsel werd voorzien.
Romanus' feestdag is 22 mei.